# Église Saint-Clément de Pal
L'église Saint-Clément (catalan : església de Sant Climent) est l'église du village de Pal, dans la paroisse de La Massana en Andorre. Elle a été construite au XIe ou XIIe siècle et de nouveau au XVIIe ou XVIIIe siècle. L'édifice est classé Bé d'interès cultural par l'État andorran depuis 2003,.

## Situation
L'église est située au centre du village de Pal.